# František Čuberka
František Čuberka (8. března 1901 Lipník nad Bečvou – ??) byl moravský učitel, překladatel ze srbochorvatštiny a srbštiny.

## Život
Narodil se v Lipníku nad Bečvou, v rodině advokátního kancelisty Adolfa Čuberky (1870) a jeho manželky Karoliny, rozené Martincové (1872).
V roce 1921 vystoupil z římskokatolické církve. Dne 23. září 1923 se v Českých Budějovicích oženil s Vlastou Maxovou (1902). V roce 1926 bylo toto manželství prohlášeno za rozloučené.
Povoláním byl učitel, v roce 1937 byl jmenován ředitelem školy v Bohatých Málkovicích.
Byl členem Moravského kola spisovatelů.

## Dílo

### Příspěvky v periodikách
František Čuberka publikoval své překlady jihoslovanských básní v časopise Československo-jihoslovanská revue či v Lidových novinách.

### Překlady
- Básně – Vera Obrenović-Delibašić. Pozořice: vlastním nákladem, 1933
- Svatá Vojvodina: povídka – Miloš Crnjanski; ze srbochorvatštiny. Pozořice: v. n., 1934
- Nemocný: verše – Radoslav Dragutinović; ze srbštiny. Pozořice: v. n., 1934
- Lyrická duše Jugoslavie (Lirska duša Jugoslavije) – Praha: A. Veselý, 1934
- Jadran v soudobé jihoslovanské lyrice (Jadran u savremenoj jugoslavenskoj lirici): antologie překladů Františka Čuberky, Františka Hrbka a Adolfa Veselého – uspořádal A. Veselý. Praha: Adolf Veselý, 1935
- Kronika jedné ulice – Borivoje Jevtić; ilustrace František Bílkovský; Pozořice: v. n., 1936
- Zapálené obilí a jiné povídky – Veljko Petrović; překlad O. F. Babler a František Čuberka. Praha: L. Mazáč, 1936 a 1938